# Tetragnatha nepaeformis
Tetragnatha nepaeformis là một loài nhện trong họ Tetragnathidae.
Loài này thuộc chi Tetragnatha. Tetragnatha nepaeformis được miêu tả năm 1859 bởi Doleschall.